# Словацькі Татри
Словацькі Татри — частина Татр, розташована на території Словаччини. Площа Татр становить 785 км², з яких приблизно 175 км² (22,3%) - Польські Татри, приблизно 610 км² (77,7%) - Словацькі Татри. До Словацьких Татр належать всі Бельські Татри, а також південна частина Високих Татр і Західних Татр. Сьогодні кордон між Польщею та Словаччиною в Татрах проходить вздовж головного Татранського хребта від Рисів до Воловця і далі на заході вздовж північного хребта Воловця, а на сході - від Рисів вздовж північного хребта Рисів до гирла Розтоки до Білки і далі вздовж Білки.
Вони оточені такими етнографічними регіонами, як Орава (на заході), Ліптов (на півдні, в  Ліптовій котловині) і Спиш (у північно-східній і східній частинах). Їх зазвичай називають Словацькими Підтатрами.
Назва Словацькі Татри з'явилася після 1918 року. До цього вони були Угорськими Татрами. До 1918 року вони належали трьом угорським повітам: Оравському, Ліптовському та Спішському.